# Bahujan Kisan Dal
Bahujan Kisan Dal (Majoritetsbondepartiet) är ett politiskt parti i Indien. Partiet bildades inför Lok Sabhavalet 2004 som Bharatiya Kisan Unions (Indiska Bondeförbundet) politiska gren. BKD leds av Rakesh Tikait och partiets ordförande är Uttar Pradeshs f.d. guvernör Romesh Bhandari.
Rakesh Tikait är son till BKU-ledaren Chaudhary Mahinder Singh Tikait.
I valet till Lok Sabha 2004 lanserade BKD nio kandidater, alla från Uttar Pradesh.
BKD stödde Ram Jethmalanis kandidatur i Lucknow som motkandidat till premiärminister Atal Bihari Vajpayee.